# Jim Lightbody

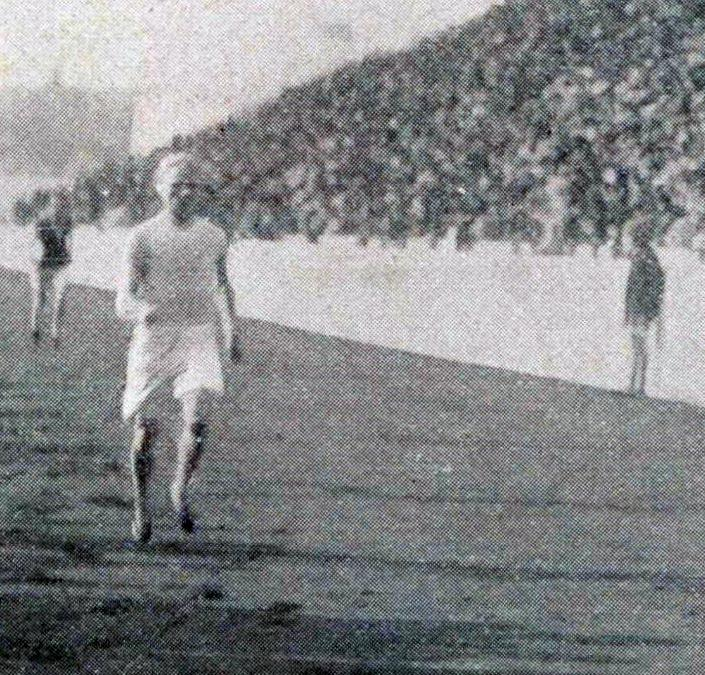
Jim Lightbody, vainqueur du 1500 mètres plat à Athènes en 1906.

James "Jim" Davies Lightbody (né le 15 mars 1882 à Pittsburgh – mort le 2 mars 1953 à Charleston) était un athlète américain, spécialiste du demi-fond et du steeple.
Il a obtenu trois médailles d'or et une d'argent aux Jeux de Saint-Louis en 1904, dont une course de steeple sur 2 590 mètres. Quatre ans après, il se place 4e en séries du 800 m et est éliminé en séries du 1 500 m et du 3 200 m steeple.